# Margje Fikse
Margje Korevaar-Fikse (Hattem, 3 juli 1975) is een Nederlandse tv- en radiopresentatrice en tv-verslaggeefster.

## Biografie
Na haar vwo-opleiding begon Fikse in 1994 aan een studie politicologie aan de Universiteit Leiden, met als studierichting politieke filosofie. Ze rondde de studie in 1998 met succes af. Tijdens haar studie deed ze een screentest bij de Evangelische Omroep voor het jongerenprogramma Bjrrt!, een programma over reizen.

### Loopbaan
Fikse mocht direct aan het werk als verslaggeefster voor de tv-actualiteitenrubriek 2Vandaag op Nederland 2. Het programma werd naderhand uitgezonden op Nederland 1 onder de naam EénVandaag. In hetzelfde jaar ving zij namens de EO ook aan met de presentatie van het dagelijkse tv-kinderprogramma Xieje, waarin onder meer de Teletubbies waren te zien. Dit was een samenwerkingsverband van de EO, de TROS en de educatieve omroep Teleac/NOT. Fikse presenteerde het samen met Jan Willem den Bok.
Vanaf 2000 verzorgde Fikse de presentatie van het tv-programma Het Familiediner en van 2004 tot 2006 was zij een van de vier presentatoren van het dagelijkse tv-kinderprogramma blinQ op Z@pp, samen met Rebecca Bijker, Herman Wegter en Manuel Venderbos. Vanaf 2005 presenteerde ze ook het tv-programma De Laatste Reis, waarin zij met haar gasten naar plekken en soms zelfs verre buitenlanden reisde die voor hun leven bepalend waren geweest.
In 2006 zette de EO een tv-programma op touw dat Pimp my life zou gaan heten, maar de muziekzender MTV had het alleenrecht op programma's met dergelijke namen en gooide roet in het eten. De EO koos toen voor een naam die geënt was op de naam van de presentatrice Fikse, die vervolgens in het programma Fiks a life zwervers onder haar hoede nam om hen in de watten te leggen en op weg te helpen naar een beter leven.
Van september 2008 tot september 2010 presenteerde Fikse de tv-actualiteitenrubriek Netwerk, naast Tijs van den Brink en was ze verslaggever voor De Vijfde Dag. Op 17 maart 2020 presenteerde ze eenmalig de talkshow Op1, als vervangster voor Giovanca Ostiana. In juli en augustus 2020 presenteerde ze elke dinsdag Op1 met Kefah Allush. Op 21 december 2020 presenteerde Fikse met Allush weer Op1, als vervanging van Ostiana en Tijs van den Brink, later ook in combinatie met Fidan Ekiz als EO-WNL. Daarnaast presenteert ze sinds april 2023 het middagprogramma Dit is de Middag.

### Radiowerk
Van 2013 tot en met 2015 werkte Fikse voor het actualiteitenprogramma Dit is de Dag op NPO Radio 1, aan het begin van de avond. Zij presenteerde het in afwisseling met Renze Klamer. Sinds januari 2016 presenteert zij op vrijdagavond het EO/NOS-radioprogramma Langs de Lijn En Omstreken, samen met Herman van der Zandt. Daarnaast maakt zij sinds december 2019 De Jodcast, een podcast met portretten van bekende en minder bekende Joodse Nederlanders.

## Persoonlijk
In 2014 is Fikse getrouwd met Abel Korevaar. Zij hebben samen drie kinderen.